# 徳島県幼稚園の廃園一覧
徳島県幼稚園の廃園一覧（とくしまけんようちえんのはいえんいちらん）は、徳島県内の廃園となった幼稚園の一覧。対象となるのは、学制改革（1947年）以降に廃園となった幼稚園、及び分園である。園名は廃園当時のもの。廃園時に幼稚園（分園）が所在していた自治体がその後、合併により消滅している場合は、現行の自治体に含む。その他、現在休園中の県内の幼稚園や分園も事実上廃園となっているものが多いため、参考として本項に記載する。
（）内は、廃園になった年（もしくは、休園の措置が取られた年）、統合先の幼稚園など。明確な月日が記載されていないものは、3月31日付の廃園とする。

## 徳島市
- 花星幼稚園（2002年）
- 徳島市立矢野幼稚園（2005年徳島市立国府幼稚園へ統合）[1]
- 徳島市立応神幼稚園古川分園（2008年休園、2010年本園と統合）[2]
- 生光学園幼稚園前川園（2009年生光学園幼稚園へ統合）
- 徳島市立一宮幼稚園（2016年徳島市立上八万幼稚園へ統合）[3]
- 四国大学附属幼稚園（2016年四国大学附属認定こども園へ移行）[4]
- 徳島市立新町幼稚園（2018年徳島市立富田幼稚園へ統合）[5]
- 徳島市立内町幼稚園（2018年徳島市立助任幼稚園へ統合）[5]
- 徳島市立北井上幼稚園（2018年[3]徳島市立北井上保育所および徳島市立芝原保育所と統合し徳島市立北井上認定こども園へ[6]）
- 徳島市立大松幼稚園（2020年[3]徳島市立大松保育所および徳島市立方上保育所と統合し徳島市立勝占認定こども園へ[7]）
- 徳島市立不動幼稚園（2022年徳島市立不動保育所と統合し徳島市立不動認定こども園へ）[8]
- 徳島市立佐古幼稚園（2023年徳島市立千松幼稚園へ統合）[3]
- 徳島市立城東幼稚園（2023年徳島市立福島幼稚園へ統合）[3]
- 徳島市立沖洲幼稚園（同上）[3]
- 徳島市立昭和幼稚園（2023年富田幼稚園へ統合）[3]
- 徳島市立加茂名南幼稚園（2023年廃園[9]、跡地に徳島市立加茂名幼稚園が移転[10]）[3]
- 徳島市立川内南幼稚園（2023年徳島市立川内北幼稚園へ統合）[3]
- 徳島市立南井上幼稚園（2023年国府幼稚園へ統合）[3]

## 鳴門市
- 鳴門市西部幼稚園（休園開始時期不詳）[注釈 1]
- 鳴門市大津東幼稚園（1967年木津神幼稚園と統合し鳴門市第一幼稚園へ）[12]
- 鳴門市木津神幼稚園（1967年大津東幼稚園と統合し第一幼稚園へ）[12]
- 鳴門市里浦南幼稚園（1970年里浦幼稚園へ統合）[13]
- 鳴門市島田幼稚園（2003年休園、園児は明神幼稚園へ[12]、2022年廃園[13]）
- 鳴門市板東幼稚園〈旧〉（2012年川崎幼稚園と統合し鳴門市板東幼稚園〈新〉へ）[12]
- 鳴門市川崎幼稚園（2012年板東幼稚園〈旧〉と統合し板東幼稚園〈新〉へ）[12]
- 鳴門市北灘東幼稚園（2014年休園、園児は明神幼稚園へ[12]、2022年廃園[13]）
- 鳴門市瀬戸幼稚園（2014年休園、園児は明神幼稚園へ[12]、2022年廃園[13]）
- 鳴門市北灘西幼稚園（2015年休園、園児は明神幼稚園へ、2020年廃園）[12]
- 鳴門市鳴門東幼稚園（2018年休園、園児は成稔幼稚園へ[12]、2022年廃園[13]）
- 鳴門市堀江南幼稚園（2022年）[13]
- 鳴門市黒崎幼稚園（2022年）[13]
- 鳴門市里浦幼稚園（2022年）[13]
- 鳴門市大津西幼稚園（2022年）[13]
- 鳴門市成稔幼稚園（2022年公私連携幼保連携型認定こども園成稔へ移行）[14]

## 小松島市
- 小松島市立櫛渕幼稚園（2008年休園、2016年廃園）[15]
- 小松島市立坂野幼稚園（2016年小松島市立坂野保育所と統合し小松島市立さかの認定こども園へ）[16]
- 小松島市立芝田幼稚園（2016年休園、2017年廃園[16]）
- 小松島市立千代幼稚園（2017年）[16]
- 小松島市立児安幼稚園（2017年）[16]
- 小松島市立北小松島幼稚園（2017年）[16]
- 小松島市立新開幼稚園（2017年）[17]
- 小松島市立小松島幼稚園（2019年）[18]
- 小松島市立和田島幼稚園（2019年）[18]
- 小松島市立江幼稚園（2023年休園）[19]

## 阿南市
- 阿南市立明谷幼稚園（休園開始時期不詳）[注釈 2]
- 阿南市立新野西幼稚園[20]（休園開始時期不詳）
- 阿南市立大井幼稚園[20]（休園開始時期不詳）
- 阿南市立新野幼稚園大南分園（2001年休園、2006年6月30日廃園）[21]
- 阿南市立橘幼稚園（2013年阿南市立橘保育所と統合し阿南市立橘こどもセンターへ）
- はのうら幼稚園〈旧〉（2018年認定こども園はのうら幼稚園〈新〉へ移行）[22]
- 阿南市立新野東幼稚園（2019年休園）[23]

## 吉野川市
- 吉野川市立東山幼稚園（休園および廃園時期不詳）[24][注釈 3]
- 吉野川市立川田山幼稚園（1984年休園、2010年廃園）[25]
- 吉野川市立中村幼稚園（休園時期不詳[20]、2018年廃園）[24]
- 吉野川市立中枝幼稚園（休園時期不詳[20]、2018年廃園）[24]
- 吉野川市立川島幼稚園（2014年学島幼稚園・吉野川市立川島保育所・吉野川市立川島乳児保育所・吉野川市立川島東保育所と統合し吉野川市立川島こども園へ）[26]
- 吉野川市立学島幼稚園（2014年川島幼稚園・川島保育所・川島乳児保育所・川島東保育所と統合し川島こども園へ）[26]
- めぐみ幼稚園（2014年めぐみ保育園と統合し認定こども園ぶどうの木めぐみ幼稚園めぐみ保育園となり、2015年認定こども園めぐみ幼稚園めぐみ保育園へ改称）[27]
- 吉野川市立山瀬幼稚園（2018年[24]社会福祉法人かもめ福祉会山瀬かもめこども園[28]へ移行）
- 吉野川市立川田幼稚園（2018年統合により吉野川市立高越こども園へ）[24]
- 吉野川市立川田中幼稚園（同上）[24]
- 吉野川市立川田西幼稚園（同上）[24]
- 吉野川市立種野幼稚園（同上）[24]
- 吉野川市立飯尾敷地幼稚園（2018年西麻植幼稚園・吉野川市立鴨島西保育所・鴨島かもめ体育保育園と統合し鴨島かもめこども園へ）[26]
- 吉野川市立西麻植幼稚園（2018年飯尾敷地幼稚園・鴨島西保育所・鴨島かもめ体育保育園と統合し鴨島かもめこども園へ）[26]
- 吉野川市立牛島幼稚園（2019年鴨島東保育所などと統合し認定こども園吉野川市立鴨島東こども園へ）[29]
- 吉野川市立上浦幼稚園（同上）[29]
- 吉野川市立森山幼稚園（同上）[29]
- 吉野川市立鴨島幼稚園（2020年知恵島幼稚園および鴨島中央保育園と統合し鴨島中央認定こども園へ）[26]
- 吉野川市立知恵島幼稚園（2020年鴨島幼稚園および鴨島中央保育園と統合し鴨島中央認定こども園へ）[26]

## 阿波市
- 阿波市立大影幼稚園（休園開始時期不詳[20]、2021年廃園[30]）
- 阿波市立大俣幼稚園（2021年阿波市立大俣こども園へ移行）[31]

## 美馬市
- 美馬市立江原東幼稚園[32]（休園開始時期不詳）[注釈 4]
- 美馬市立初草幼稚園[32]（休園開始時期不詳）[注釈 5]
- 美馬市立大谷幼稚園[20]（休園開始時期不詳）[注釈 6]
- 美馬市立川原柴幼稚園[20]（休園開始時期不詳）[注釈 7]
- 美馬市立重清西幼稚園中野分園[20]（休園開始時期不詳）[注釈 8]
- 美馬市立宮内幼稚園[20]（休園開始時期不詳）[注釈 9]
- 美馬市立長尾幼稚園[20]（休園開始時期不詳）[注釈 10]
- 美馬市立半平幼稚園[20]（休園開始時期不詳）[注釈 11]
- 美馬市立淵名幼稚園[20]（休園開始時期不詳）[注釈 12]
- 美馬市立切久保幼稚園（2004年休園、2011年廃園）[33]
- 美馬市立重清北幼稚園（2010年休園、2011年廃園）[33]
- 美馬市立江原南幼稚園（2015年美馬市立江原認定こども園へ移行）
- 美馬市立郡里幼稚園（2016年）[34]
- 美馬市立喜来幼稚園（2016年）[34]
- 美馬市立重清東幼稚園（2016年）[34]
- 美馬市立重清西幼稚園（2016年）[34]
- 美馬市立芝坂幼稚園（2016年）[34]
- 美馬市立清水幼稚園（2017年）[34]
- 美馬市立三島幼稚園（2019年）[34]
- 美馬市立穴吹幼稚園（2019年）[34]
- 美馬市立岩倉幼稚園（2021年[35]岩倉認定こども園[36]へ移行）
- 美馬市立江原北幼稚園（2022年休園）[37]
- 木屋平村立三ツ木幼稚園[32]（廃園時期不詳）
- 木屋平村立川井幼稚園（2002年木屋平幼稚園〈旧〉と統合し美馬市立木屋平幼稚園〈当時：木屋平村立〉へ）[38]
- 木屋平村立木屋平幼稚園〈旧〉（2002年川井幼稚園と統合し木屋平幼稚園〈新〉へ）[38]

## 三好市
- 三好市立馬場幼稚園（1994年休園、2012年廃園）[39]
- 三好市立有瀬幼稚園（1995年休園、2012年廃園）[39]
- 三好市立河内幼稚園（1996年休園、2012年廃園）[39]
- 三好市立大和幼稚園（1997年休園、2014年廃園）[39]
- 三好市立野呂内幼稚園（2000年休園、2012年廃園）[39]
- 三好市立太刀野山幼稚園（2002年休園、2012年廃園）[39]
- 三好市立西宇幼稚園（2002年休園、2012年廃園）[39]
- 三好市立川崎幼稚園（2007年休園）[39]
- 三好市立西岡幼稚園（2009年休園、2012年廃園）[39]
- 三好市立佐野幼稚園（2009年休園、2014年廃園）[39]
- 三好市立善徳幼稚園（2010年休園、2012年廃園）[39]
- 三好市立下名幼稚園（2011年休園）[39]
- 三好市立三野幼稚園（2012年休園）[39]
- 三好市立馬路幼稚園（2012年休園）[39]
- 三好市立西山幼稚園（2012年）[39]
- 三好市立井内幼稚園（2016年休園、2019年廃園）[39]
- 三好市立大野幼稚園（2017年）[39]
- 三好市立西井川幼稚園（2019年休園）[39]
- 三好市立吾橋幼稚園（2020年休園）[39]
- 三好市立箸蔵幼稚園（2022年）[39]
- 三好市立白地幼稚園（2023年休園）[39]
- 三好市立三縄幼稚園（2023年休園）[39]

## 勝浦郡
- 上勝町立上勝幼稚園（2011年）[40]

## 名西郡
- 石井町立石井幼稚園尼寺分園[20]（休園開始時期不詳）
- 神山町立神領幼稚園（2015年）[41]
- 神山町立鬼籠野幼稚園（2015年）[41]
- 神山町立鬼籠野幼稚園一の坂分園（2015年）[41]
- 神山町立阿川幼稚園（2015年）[41]

## 那賀郡
- 那賀町立西納幼稚園（2003年休園、2011年廃園）[42]
- 那賀町立平野幼稚園（2004年休園、2011年廃園）[42]
- 那賀町立日野谷幼稚園（2011年）[42]

## 海部郡
- 海陽町立浅川幼稚園（2008年海陽町立海陽幼稚園へ統合）[43]

## 板野郡
- 松茂町立長原幼稚園（2020年休園）[44]

## 美馬郡
- つるぎ町立太田幼稚園（休園開始時期不詳）[45][注釈 13]
- つるぎ町立日浦幼稚園[20]（休園開始時期不詳）[注釈 14]
- つるぎ町立高清幼稚園[20]（休園開始時期不詳）[注釈 15]
- つるぎ町立白石幼稚園[20]（休園開始時期不詳）[注釈 16]
- つるぎ町立紙屋幼稚園[20]（休園開始時期不詳）[注釈 17]
- つるぎ町立坂根幼稚園[20]（休園開始時期不詳）[注釈 18]
- つるぎ町立端山幼稚園[20]（休園開始時期不詳）[注釈 19]
- つるぎ町立端山幼稚園猿飼分園[20]（休園開始時期不詳）[注釈 20]
- つるぎ町立皆瀬幼稚園[20]（休園開始時期不詳）[注釈 21]
- つるぎ町立平野幼稚園[20]（休園開始時期不詳）[注釈 22]
- つるぎ町立柴内幼稚園[20]（休園開始時期不詳）[注釈 23]
- つるぎ町立応能幼稚園[20]（休園開始時期不詳）[注釈 24]
- つるぎ町立錦谷幼稚園[20]（休園開始時期不詳）[注釈 25]
- つるぎ町立明谷幼稚園[20]（休園開始時期不詳）[注釈 26]
- つるぎ町立八千代幼稚園[20]（休園開始時期不詳）
- つるぎ町立太田幼稚園[37]（休園開始時期不詳）
- つるぎ町立半田幼稚園小野分園（2007年休園、2010年廃園）[46]
- つるぎ町立古見幼稚園（2015年休園）[47]

## 三好郡
- 東みよし町立東山幼稚園（休園開始時期不詳[20]、2021年廃園[48]）
- 東みよし町立絵堂幼稚園（休園開始時期不詳[20]、2021年廃園[49]）
- 東みよし町立西庄幼稚園[20]（休園開始時期不詳）[注釈 27]
- 東みよし町立毛田幼稚園（1993年休園、2009年廃園）[50]
- 東みよし町立昼間幼稚園（2022年足代幼稚園と統合しみのだ認定こども園へ）[51]
- 東みよし町立足代幼稚園（2022年昼間幼稚園と統合しみのだ認定こども園へ）[51]